# Битва на реке Фригид
Битва на реке Фригид — генеральное сражение в восточных Альпах между армией Восточной Римской империи под командованием императора Феодосия Великого и армией Западной Римской империи под началом императора Евгения, состоявшееся 6 сентября 394 года.
Битва стала завершением внутреннего конфликта в Римской империи, возникшего в 392 году в результате захвата Евгением императорской власти в западной части империи. В ходе сражения узурпатор Евгений был захвачен в плен и казнён по приказу Феодосия, который после этого стал единым правителем всей Римской империи.

## Предыстория

### Возникновение конфликта

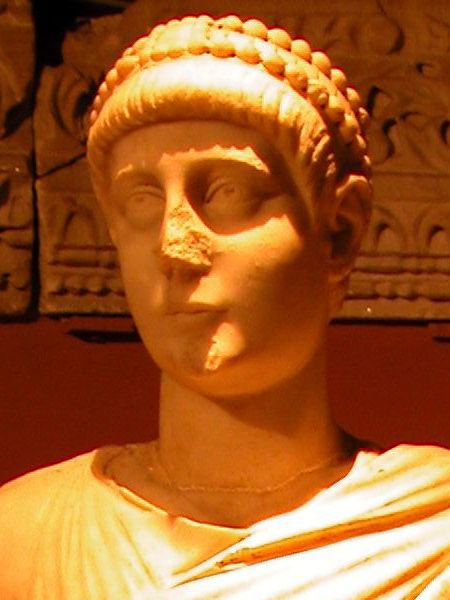
Валентиниан II — император Западно-Римской империи, погибший в ходе интриг при дворе

15 мая 392 года в галльском городе Вьенне обнаружили мёртвым императора Западной Римской империи Валентиниана II. По одной версии он покончил жизнь самоубийством, а по другой, более распространённой, он был убит по приказу его полководца Арбогаста.
Трон Западной Римской империи оказался вакантным на 3 месяца. По заведённому порядку император Восточной Римской империи Феодосий становился законным преемником Валентиниана, располагая полномочиями назначить нового императора-соправителя на Западе. Однако 22 августа 392 года секретарь Евгений, личный друг Арбогаста, был провозглашён императором без одобрения Феодосия. По словам Орозия «Арбогаст сделал тираном Евгения, избрав человека, которому пожаловал лишь титул императора, а управлять империей намеревался сам».
Когда посольство Евгения прибыло к Феодосию с целью получения признания, тот не дал определённого ответа, но, богато одарив послов, отправил их обратно, а сам начал приготовления к войне. Учитывая сильную армию под началом Арбогаста, гражданская война между Восточной и Западной Римскими империями не выглядела неизбежной. Так в 383 году Феодосий признал в качестве императора-соправителя узурпатора на Западе Магна Максима (хотя и свергнул его через 5 лет). Однако погибший император Валентиниан II был родственником Феодосия, братом его жены Галлы.
Не менее весомым фактором стала религиозная политика, проводимая Евгением, который в отличие от ревностного христианина Феодосия способствовал возрождению язычества в Италии.

### Подготовка Феодосием войны

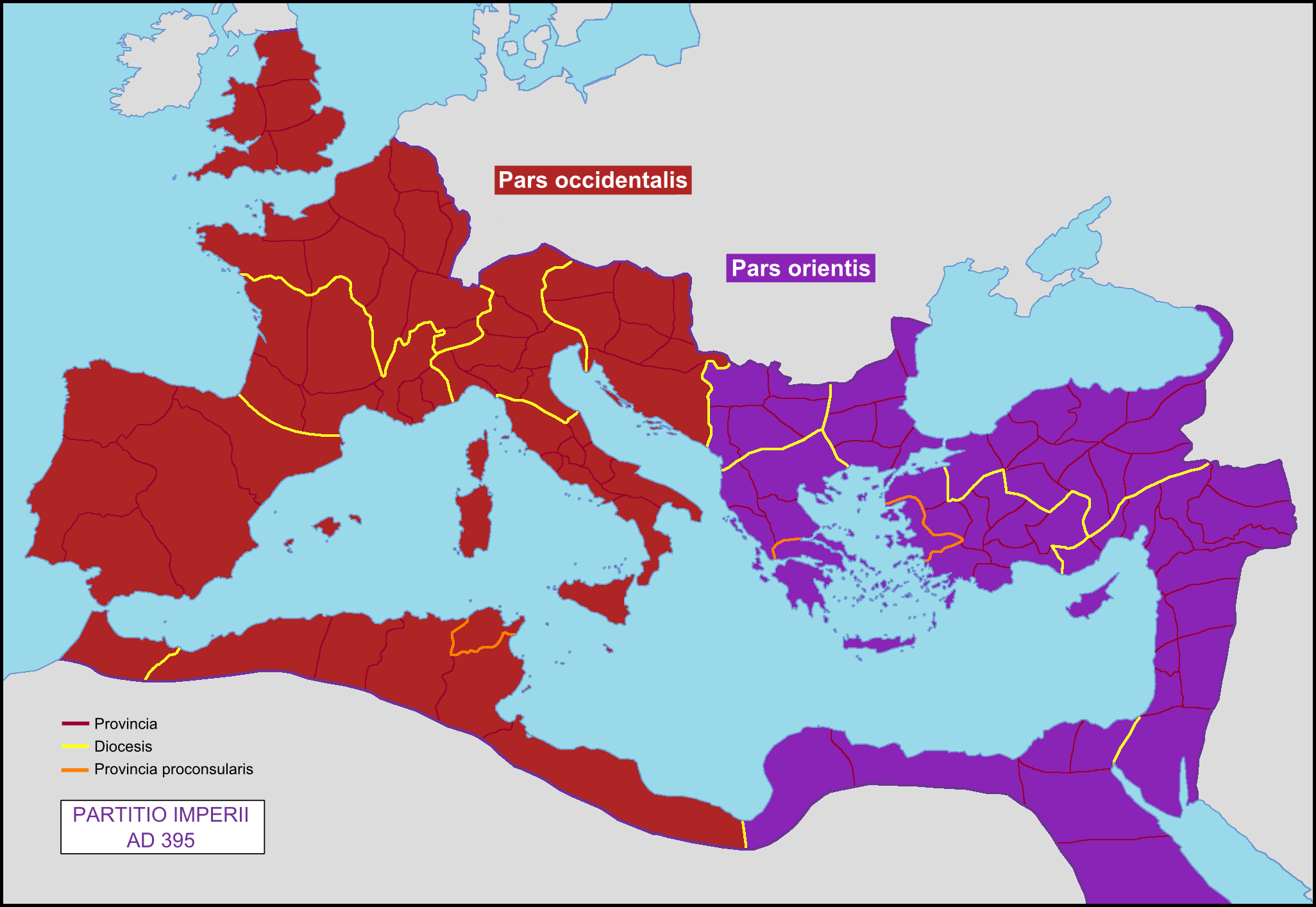
Римская империя в 395 году

Раннехристианские историки Феодорит и Созомен пишут, что Феодосий послал придворного евнуха Евтропия в Египет к монаху из Фив Иоанну за предсказанием результата конфликта с Западной империей. Иоанн предсказал победу Феодосию, и император Востока решился на войну. В эти дни жена императора Галла умерла при родах. После однодневного траура по ней летом 394 года император двинул армию в Италию, оставив за себя юного сына Аркадия под присмотром префекта Руфина.
Командование всей армией Феодосий возложил на Тимасия, назначив тому в заместители Стилихона. Стилихон по отцу был родом из вандалов, но его верность гарантировалась его браком с племянницей Феодосия Сереной. Варварские контингенты в составе армии возглавлялись готом Гайной, аланом Савлом и выходцем из Иберии Бакурием. Иордан определил число готов-федератов в армии восточных римлян в 20 тысяч воинов.

## Битва
Наиболее подробно о ходе сражения рассказал историк V века Зосима, раннехристианские историки в рамках агиографической традиции в основном развивали тему чуда, которое сотворил Бог, чтобы победа досталась императору Феодосию.

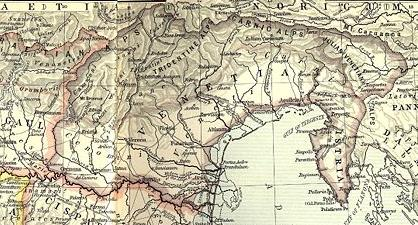
Река Фригид, находящаяся к северо востоку от Аквилеи.

6 сентября 394 года в предгорьях восточных Альп на реке Фригид (Випава в совр. Словении, на границе с Италией) состоялось генеральное сражение. В некоторых публикациях встречается утверждение о том, что битва продолжалась 2 дня. Такое мнение вызвано трактовкой агиографического сочинения Феодорита Кирского, где рассказывается о трудностях Феодосия накануне сражения, ночной молитве благочестивого императора и его пророческом сне, после которого в наступившем дне император с помощью апостолов одержал решительную победу. Во всех остальных источниках описание битвы укладывается в один день.
Феодосий выставил в передних рядах готов под началом Гайны, за ними поставил других варваров. Завязалось очень ожесточённое, по отзывам почти всех авторов, сражение. В ход боя против войск Евгения вмешалось природное явление, которое в 396 году поэт Клавдий Клавдиан в панегирике описал так: «Ветер с морозного Севера одолел строй врага своими горными штормами, швырял назад метательные снаряды на бросавших и с неистовством вырывал их копья».
Феодорит приписал сильнейшую бурю, которая поднялась после ночной молитвы Феодосия, на волю апостолов:

«Сильный ветер, дуя прямо в лицо неприятелям, отвращал и стрелы их, и копья, и дротики так, что никакое оружие не приносило им пользы, ни тяжеловооруженный, ни стрелок, ни копьеметатель не вредили войску царя. К тому же самая страшная пыль неслась в лицо врагов и принуждала их закрывать ресницы и защищать глаза».

Несмотря на божественную помощь погоды, передовой отряд войска Феодосия из 10 тысяч готов был полностью истреблён Арбогастом, что современник событий Орозий счёл «скорее благом, чем потерей». Также погиб полководец Феодосия Бакурий. Когда с наступлением темноты сражение прекратилось, император Евгений начал раздавать награды отличившимся воинам. Армия Феодосия оказалась в ловушке, отступлению могли помешать отряды Арбогаста, занявшие горные высоты (Юлийские Альпы) в его тылу.
Положение Феодосия было критическим, и только измена в войсках Евгения преломила ход событий. Орозий назвал имя комита Арбициона, перешедшего на сторону восточных римлян. Созомен рассказал, как произошла измена:

«Начальники отрядов, занимавших возвышение, послали сказать ему [Феодосию], что они будут его помощниками, если он удостоит их почестей. Тогда царь, поискав и не нашедши бумаги и чернил, взял дощечку, которую случайно держал один из предстоявших, и написал, что они получат от него важные и приличные места в войске, если исполнят обещание. На этом условии те действительно перешли на сторону царя».

На исходе дня в наступившей темноте воины Феодосия атаковали расположившегося на отдых противника. Им удалось прорваться в лагерь узурпатора к его палатке и перебить окружение Евгения. Сам Евгений был схвачен и немедленно обезглавлен. Его голову на копье показали его войскам, которые в массе своей перешли на сторону Феодосия с просьбами о прощении.
Арбогаст бежал в горы, за ним выслали погоню, и он закололся, чтобы избежать пленения.

## Последствия битвы

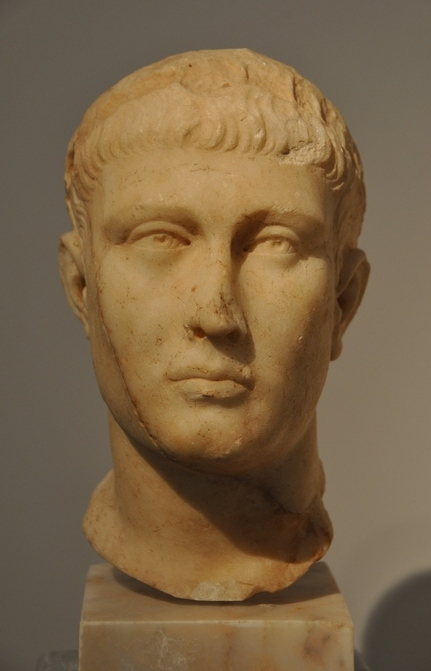
Феодосий I Великий разгромивший Евгения и Арбогаста, ставший последним императором единой Римской империи

Император Феодосий на несколько месяцев стал единым правителем всей Римской империи. Перед своей кончиной в январе 395 года он успел назначить сына Гонория императором Западной Римской империи, доверив его под защиту своего полководца Стилихона. Стилихон, впервые проявивший себя в битве на Фригиде, стал главнокомандующим войсками Западной Римской империи и успешно сдерживал атаки варваров на империю в начале V века.
Победа Феодосия в битве на реке Фригид окончательно определила направление религиозного развития Западной Европы. Попытки римской аристократии восстановить языческую религию в Италии провалились. По Феодориту войска Евгения и Арбогаста сражались под знаменами с изображением языческого бога Геркулеса, и победа над ними символизировала победу над язычеством. И без того сильные позиции сторонников никейской формулы веры (православия) в христианстве укрепились на Западе. Хотя в публикациях утверждается о том, что войска Феодосия несли знамёна с изображением христианского креста, очевидец Клавдий Клавдиан изобразил солдат Феодосия при вступлении в Рим под значками с парящими орлами и знамёнами с вышитыми драконами и змеями.
В сражении на Фригиде в войсках Феодосия участвовал и гот Аларих, который спустя год после битвы был избран вождём готов во Фракии и Мезии. Готы под его командованием подняли восстание против империи, одной из причин этого, как полагают историки, было возможное недовольство готов в результате тяжёлых потерь на Фригиде. Вскоре Аларих столкнулся в боях с бывшим соратником на Фригиде Стилихоном.
Судьба военачальников Феодосия, победивших на Фригиде, сложилась трагически. Тимасий после смерти Феодосия был изгнан в ссылку; гот Гайна стал главнокомандующим византийской армии, но был свергнут и убит в 400 году, начальник аланской конницы Савл погиб в сражении при Полленции в 402 году, а Стилихон был казнен в 408 году.